# Félix Lionnet
Félix Lionnet (n. 15 decembrie 1832, La Châtaigneraie, Pays de la Loire, Franța – d. 11 noiembrie 1896, La Châtaigneraie, Pays de la Loire, Franța) a fost un pictor francez.

## Carieră
Lionnet s-a născut la La Châtaigneraie, Vendée, fiul lui Félix Lionnet (1797–1842), un orfevrier, și al soției sale Marthe Clémentine Lebel (1810–1866). Familia Lebel a fost o familie puternic republicană. Bunicul lui Marthe Clémentine, membru al Gărzii Naționale, a fost masacrat de rebelii din Vendéen la 14 martie 1796. Bunicul patern al lui Lionnet a servit într-un regiment republican de husari și apoi în marina ca ofițer medical. Se pare că a luat parte la bătălia de la Trafalgar și mai târziu la bătălia de la Grand Port din Mauritius, unde a murit.
Félix Lionnet a studiat la Liceul din Nantes. După ce a părăsit coelgiul, a studiat cu un pictor din Nantes pe nume Fortin și apoi la Paris cu Camille Corot.
A plecat în Italia în aprilie 1857 și a vizitat și Grecia înainte de a se întoarce în Franța în 1861. Lionnet a făcut parte din cercul din care făceau parte compozitorul Georges Bizet și pictorii Elie Delaunay, Edgar Degas, Gustave Moreau și Léon Bonnat⁠(d).
După căderea lui Napoleon al III-lea, a fost primar al orașului La Châtaigneraie timp de cinci luni. A fost viceprimar al orașului între 1882 și 1892. Singurul său fiu, născut în 1869, Félix Léon Jean Baptiste Lionnet  a murit în 1887 strivit între două vagoane de tren în ziua în care a fost inaugurată gara orașului. Avea 18 ani.
Félix Lionnet a murit în La Châtaigneraie.

## Lucrări

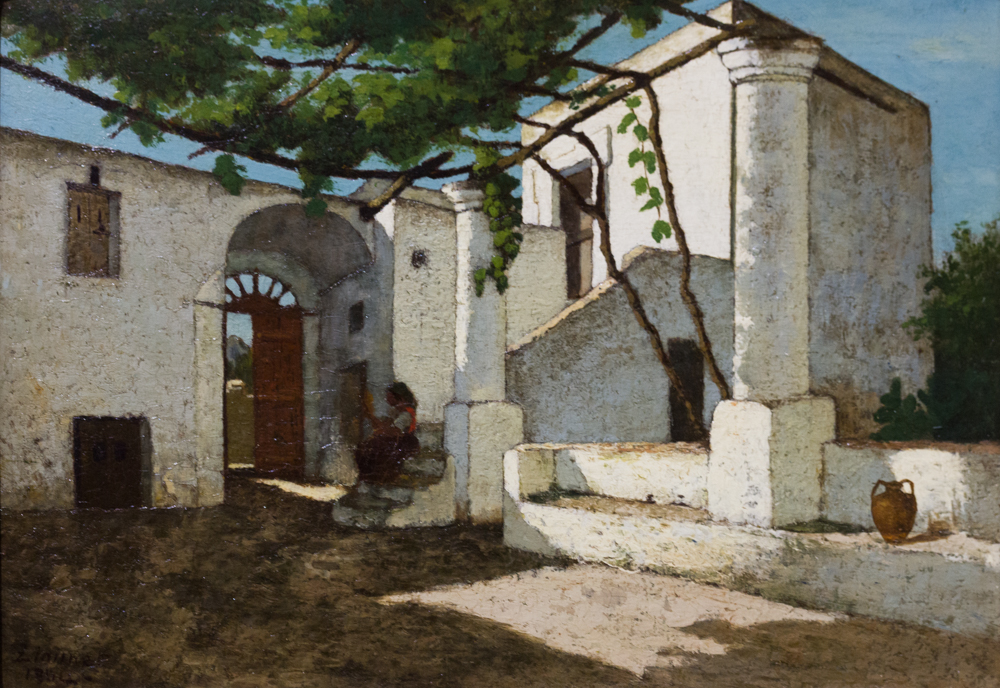
Paysage, Cour à Capri, 1864. Muzeul de Arte Frumoase din Nantes.

- Campagne romaine (fără datare), Muzeul de Arte Frumoase din Nantes
- Études pompéiennes (fără datare), Muzeul de Arte Frumoase din Nantes
- Via Tiburtine (fără datare), Muzeul de Arte Frumoase din Nantes
- Vila Terrassine (nedatată), Muzeul de Arte Frumoase din Nantes
- Vue de l'ile de Capri (1860), Muzeul municipal din Roche-sur-Yon
- Le Forum (1863), Muzeul municipal din Roche-sur-Yon
- Paysage (1863), Muzeul de Arte Frumoase din Nantes
- Une rue à Sonnino (salon, 1864)
- Paysage (1864), Muzeul de Arte Frumoase din Nantes
- Souvenir de Capri (1864), Muzeul de Arte Frumoase din Nantes